# Férsmanove
Férsmanove (en (ucraïnès): Ферсманове) és un poble de la República Autònoma de Crimea a Ucraïna, que el 2014 tenia 155 habitants. Pertany al districte de Simferòpol.